# Барабанщиков, Николай Васильевич
Никола́й Васи́льевич Бараба́нщиков (23 февраля 1918, Носоново, Западная область — 2001) — российский учёный-зоотехник, специалист по молочному делу. Доктор сельскохозяйственных наук, заслуженный деятель науки РСФСР.

## Биография
Родился в с. Носоново (ныне — в Духовщинском районе Смоленской области).
Окончил Высоковский зоотехнический техникум (1938), зоотехнический факультет (1941, с отличием), педфак (1945—1947) и аспирантуру (1947—1950) Московской сельскохозяйственной академии имени К. А. Тимирязева.
В 1941—1945 служил в РККА, участник войны. Награждён медалью «За отвагу».
В 1945 г. демобилизовался по ранению, работал преподавателем Высоковского техникума.
В 1950 г. защитил кандидатскую диссертацию на тему «Использование замороженного молока в сыроделии» (научный руководитель профессор Р. Б. Давидов). Работал старшим научным сотрудником во ВНИХИ, затем доцентом в Московском зоотехническом институте коневодства.
С 1968 г. доцент, в 1970—1989 зав. кафедрой молочного дела ТСХА.
Доктор сельскохозяйственных наук (1973), заслуженный деятель науки РСФСР (1978).
Основатель нового научного направления — изучение структурных компонентов молока и их влияние на качество молочных продуктов

## Сочинения
- «Зоотехния» / Н. В. Барабанщиков. — М. : Колос, 1983. — 414 с. : ил. — (Учебники и учеб. пособия для с.-х. вузов).
- Молочное дело [Текст] / Николай Васильевич Барабанщиков. — М. : Колос , 1983. — 414 с. : ил. — (Учеб. и учеб. пособия для высш. с-х учеб. заведений).

## Награды
- Медаль «За отвагу» (14.3.1944)[1]
- Орден Отечественной войны I степени (6.4.1985)[3].